# Our Reality
Our Reality è il sesto album del gruppo hardcore Green Arrows. Venne pubblicato nel 2016 dalla Black Shirts Records.

## Tracce
1. The Endless Day – 3:39
2. Revenge and Pride – 3:01
3. Defend Your Land – 3:04
4. Our Reality – 2:39
5. My Walk – 3:04
6. The Pledge – 0:10
7. Brotherhood – 2:52
8. BxSxHxC – 2:20
9. What Will Come? – 2:39
10. Coming Home – 2:43
11. Streets – 2:48
12. By my Side – 2:35
13. Just Remember – 1:35
14. Our Time (Last Man Standing cover) – 1:56
15. The Beginning – 2:15

## Formazione
- Pav - voce
- Marmo - chitarra, cori
- Dave - batteria
- Divi - basso, cori
- Migue - chitarra, cori

## Ristampa 2018
Nel 2018 l'album viene ripubblicato dalla Rebel Records su formato Digipack.